# Paray-Vieille-Poste
Paray-Vieille-Poste là một xã ở tỉnh Essonne thuộc vùng Île-de-France miền bắc nước Pháp.
Theo điều tra dân số năm 1999, dân số xã này là 7.188.
Danh xưng cư dân địa phương Paray-Vieille-Poste trong tiếng Pháp là Paraysiens.